# 謝爾曼 (新墨西哥州)
謝爾曼（英語：Sherman）是位於美國新墨西哥州格蘭特縣的非建制地區。

## 歷史
謝爾曼的郵局於1894年設立，其後於1967年停運。

## 地理
謝爾曼所處的海拔為高於海平面1690米（即5545英呎），而該地所採用的時區為UTC-7，即北美山地时区（MST）。同時該地設有夏令時間，為UTC-7調快一小時，即UTC-6（MDT）。